# Renner Original
Renner Original is een historisch merk van motorfietsen.
De bedrijfsnaam was Renner & Poppe GmbH, Dresden.
Duits bedrijf dat kleine aantallen motorfietsen maakte met 198- tot 996 cc JAP-zijklepmotoren. In enkele gevallen werden Kühne- en Küchen-motoren gebruikt. De productie liep van 1924 tot 1932.